# Castelletto di Branduzzo
Castelletto di Branduzzo (lombardul: Cästlët) település Olaszországban, Lombardia régióban, Pavia megyében. Lakosainak száma 995 fő (2023. január 1.). Castelletto di Branduzzo Bastida Pancarana, Bressana Bottarone, Casatisma, Lungavilla, Pancarana, Pizzale és Verretto községekkel határos.

## Népesség
A település lakossága az elmúlt években az alábbi módon változott:
| Lakosok száma | 1016 | 1082 | 995  |
|               | 2017 | 2018 | 2023 |